# Ленсовет 21-го созыва
Ленсовет 21-го созыва — высший орган власти на территории Ленинграда (с 16 мая 1992 г. — Санкт-Петербурга), действовавший в период распада СССР и сыгравший значительную роль в этом процессе, в частности, в результате сопротивления августовскому путчу 1991 года.

## Формирование Ленсовета 21-го созыва
Избранный в результате прямых выборов, проходивших в два тура, 4 и 18 марта 1990 г., Ленсовет 21-го созыва стал первым на территории России органом представительной власти, где участники блока демократических сил «Демократических выборы — 90» имели абсолютное большинство — примерно 2/3 в 400-местном Совете. Около 120 депутатов Ленсовета представляли Ленинградский народный фронт — самую массовую неформальную политическую организацию на территории России в 1989-90гг. В течение последующих трех с половиной лет горсовет определял жизнь северной столицы России.
Работу Ленсовета 21-го, и, как оказалось впоследствии, последнего, созыва возглавил его Президиум, сформированный из председателей депутатских Комиссий, избранных общим голосованием на его первой сессии, которая продолжалась несколько месяцев и транслировалась в прямом эфире ленинградского телевидения и радио на всю страну.
Демократическое большинство Ленсовета пригласило на работу в качестве председателя исполкома Ленсовета народного депутата СССР А. А. Щелканова, а его первым заместителем был назначен А. Б. Чубайс как представитель группы независимых экономистов, с которой были тесно связаны П. Филиппов (председатель Комиссии Ленсовета по промышленности) и С. Васильев (председатель Комиссии Ленсовета по экономической реформе). А он привел на работу в созданный под его руководством Комитет по экономической реформе исполкома Ленсовета Д. Васильева, М. Маневича, А. Миллера, А. Кудрина, И. Южанова и других крупных деятелей современной России.

## Качественный состав Ленсовета 21-го созыва
Всего депутатами Ленсовета — Петросовета XXI созыва в разное время были 381 человек.
Следующие данные приводятся на момент избрания депутатами.
Образование:
- 356 человек (или 92,95 %) имели высшее образование;
- 106 (или 27,67 %) имели научные степени — 22 доктора наук, 84 кандидата наук; 36 были профессорами или доцентами;

Военнослужащие и сотрудники правоохранительных органов — 56 человек:
- 5 генералов и адмиралов, 19 офицеров армии и ВМФ;
- 2 генерала, 20 офицеров МВД;
- 4 офицера КГБ;
- 6 сотрудников прокуратуры.

Руководящие работники:
- директоров, руководителей предприятий и учреждений — 22 человека;
- секретарей обкома, горкома, райкомов КПСС и ВЛКСМ, работников горисполкома и райисполкомов, председателей райсоветов — 17.

Награждёны орденами и медалями СССР — 93 человека (24,28 %).
1 депутат (А. Собчак) был народным депутатом СССР. Одновременно с выборами Ленсовета прошли выборы и депутатов других уровней, на которых одновременно с избранием в Ленсовет были избраны:
- народными депутатами РСФСР — 8 человек;
- депутатами райсоветов — 23.

## Работа Ленсовета 21-го созыва

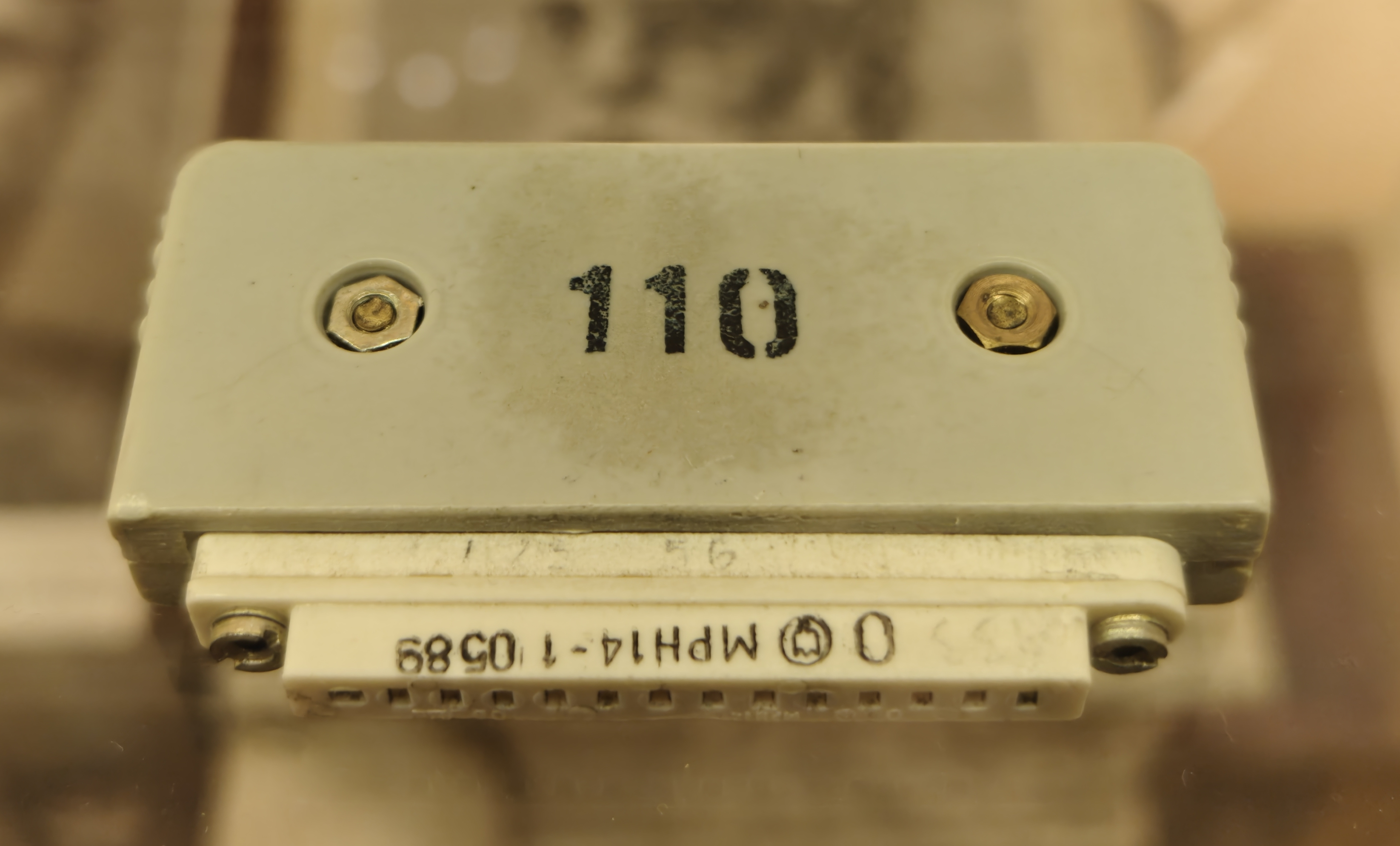
Ключ для регистрации и голосования на заседаниях в Большом зале Мариинского дворца Беляева А. Н.

В организационном плане работа Ленсовета в промежутках между сессиями горсовета строилась посредством деятельности постоянных и временных комиссий и комитетов. Решением Ленсовета был учрежден первый в истории России государственный орган по защите прав человека — действующая на постоянной основе Комиссия по правам человека, которую возглавил Ю. А. Рыбаков. Позже, по поручению Комиссии, её член и народный депутат РСФСР, Николай Михайлович Аржанников инициировал создание аналогичного органа — Комитета по правам человека при Верховном совете РСФСР. Внутри политических групп горсовета сложилась известная специализация. Например, фракция «На платформе НФ» сконцентрировала свою работу вокруг деятельности межкомиссионного Комитета по собственности, а фракция «Март» — в Комиссиях по местному самоуправлению и экологии. Большинством других ключевых комиссий руководили оставшиеся в итоге вне фракций члены ЛНФ: планово-бюджетной — А. Беляев, по продовольствию — М. Салье, промышленности — П. Филиппов, культуре — Г. Лебедев и т. д.
Комиссии Ленсовета достаточно эффективно взаимодействовали с профильными органами исполкома Ленсовета, а затем и мэрии Санкт-Петербурга, что предопределялось тем, что Ленсовет обладал серьёзными полномочиями вплоть до упразднения любого из них или отстранения от управления негодного для этого чиновника.помогло городу с гораздо меньшими катаклизмами, чем в Москве и других крупных городах, пережить самое трудное время экономических реформ 1991—1993 гг. Ленсовет фактически обеспечил на территории города свободу предпринимательства, вместе со свободой митингов, демонстраций, а не вместо неё, что позволило сохранить относительный гражданский мир в городе в течение всех лет его работы на самом тяжелом этапе экономических и социальных преобразований. Сравнительно безболезненно горсовет и созданный им Фонд имущества Санкт-Петербурга провели малую и чековую приватизации большинства городских предприятий.
Согласно Указу Президиума Верховного Совета РСФСР от 6 сентября 1991 г., в связи с возвращением Ленинграду его исторического названия горсовет был переименован в Санкт-Петербургский городской Совет народных депутатов (Петросовет). 21 апреля 1992 года Съезд народных депутатов РСФСР утвердил переименование города, внеся соответствующую поправку в ст. 71 Конституции РСФСР. Данная поправка вступила в силу с момента опубликования в «Российской газете» 16 мая 1992 года.
Сформированный в начале 1992 г. Малый совет Ленинградского (Санкт-Петербургского) горсовета заменил собой Президиум горсовета в функции постоянно работающего в промежутке между сессиями «большого» совета органа представительной власти. Он был сформирован путём тайного голосования на сессии горсовета из 38 депутатов. Почти все они представляли две демократические фракции «На платформе НФ» и «Март», которые вместе обладали менее чем ста голосами среди избранных 380 депутатов горсовета. Фактически две эти фракции путём тем или иным образом консолидированного голосования по ключевым вопросам обеспечивали реализацию демократического тренда в работе горсовета, тем более что особых различий во взглядах с нефракционными членами НФ и другими демократическими депутатами у них, как правило, не было.
Не входящие в обе названные фракции депутаты-народнофронтовцы группировались главным образом вокруг фигуры второго и последнего председателя Санкт-Петербургского горсовета — А. Н. Беляева. Под его руководством горсовет постепенно стал одновременно и местом острых, но плодотворных дискуссий, и четко работающим демократическим механизмом принятия решений, необходимых для развития города. В том числе таких социально востребованных, как освобождение пенсионеров от оплаты проезда в общественном транспорте, и таких технически сложных, как первая в России официально утверждённая Методика оценки стоимости имущества и определения уровня арендной платы за нежилые помещения.

## Фракции и группы Ленсовета/Петросовета в 1990—1993 гг
В 1990—1993 годах в Ленсовете/Петросовете в разное время работали 17 фракций и депутатских групп.
К сожалению, подробных данных о численности депутатских групп в открытом доступе нет.
- «На платформе Ленинградского народного фронта» (1990—1993 гг.) — от 60 до 70 депутатов, руководители — Салье Марина, Егоров С. Н., Смирнов В. К.;
- «За возрождение Ленинграда»/с 1991 г. «Возрождение Ленинграда» (1990—1993 гг.) — 34 депутата, руководители — Севенард Ю., Яшин В., Сазонов В.;
- «Конструктивный подход» (1990 г.) — 70 депутатов, руководители — Филиппов П., Карташев А.;
- «Антикризис» (1990 г.), руководители — Ковалев А., Лебедев Г., члены — Куркова Б., Скойбеда В. и др.;
- «Межпрофессиональная депутатская группа» (1990 г.), руководители — Беляев Сергей, Перчик Э. Б.;
- «Ленинград» (1990 г.) — 60 депутатов;
- Социал-демократическая партия России (1990—1991), руководитель — Голов А. Г.;
- Республиканская партия Российской Федерации (1990—1991 гг.), руководитель — Дроздов В. А.;
- «Отечество» (1990—1991 гг.), руководитель — Сазонов В. М.;
- Объединённая фракция Социал-демократической партии России и Республиканской партии Российской Федерации (1991—1992 гг.) — 15 депутатов;
- Демократическая партия России (1991—1992 гг.) — 10 депутатов, руководитель — Темкин А. Б.;
- Свободно-демократическая партия России (1991—1992 гг.) — 15 депутатов, руководитель — Салье Марина;
- «Март» (1991—1993 гг.) — 34 депутата;
- «Новые либералы» (1992—1993 гг.), руководитель — Попов Сергей Анатольевич;
- Региональная партия Санкт-Петербурга (1992—1993 г.), руководитель — Белкин Александр;
- Региональная партия центра (1992—1993 гг.), руководители — Артемьев Игорь, Ленков Дмитрий;
- Демократическая Россия (1993 г.);

Кроме перечисленных фракций, существовали также междепутатские объединения:
- «Зелёные»;
- «Либеральный клуб»;
- «Гражданское демократическое движение».

## Защита демократии в августе 1991 года
См. Противостояние ГКЧП в Ленинграде
Пиком демократического единства в работе Ленсовета стали события 19—21 августа 1991 г., на которые Ленсовет во главе с его новым председателем А. Н. Беляевым отреагировал очень быстро и эффективно, выступив против ГКЧП и организовав многотысячный протест горожан против путчистов. Причём в эти дни Ленсовет и мэр города А. А. Собчак действовали совместно и решительно.

## Роспуск
Концом единства демократических сил стали события сентября — октября 1993 г., когда депутаты демократического большинства разошлись в оценке Указа Президента РФ № 1400 (о прекращении деятельности Съезда народных депутатов и Верховного Совета РФ) и его последствий. Петросовет был распущен 21 декабря 1993 г. Указом № 2252 Б. Н. Ельцина.
В 1994 году были проведены выборы в новый законодательный и представительный орган — Законодательное собрание Санкт-Петербурга.